# Willst du mit mir gehn (dal)
A Willst du mit mir gehn Nena német énekesnő harmincadik kislemeze, a hasonló című stúdióalbumáról kimásolt második dal, amely 2005. június 13-án jelent meg a Warner gondozásában. A dalt Uwe Fahrenkrog-Petersennel közösen írta és producerelte. A dance-pop dal a hatodik helyet érte el a német slágerlistákon.

## Számlista
| 1. | Willst du mit mir gehn                                    | 3:46 |
| 2. | Willst du mit mir gehn (Sven Väth & Anthony Rother Remix) | 6:15 |
| 3. | Willst du mit mir gehn (French Electro Club Mix)          | 4:55 |
| 4. | Willst du mit mir gehn (Live Version)                     | 4:46 |

## Slágerlistás helyezések
| Slágerlista (2005)                 | Helyezés |
| ---------------------------------- | -------- |
| Ausztria (Ö3 Austria Top 40)       | 11       |
| Németország (Media Control Charts) | 6        |
| Svájc (Schweizer Hitparade)        | 34       |